# Sønderjyske Fodbold
 Der er for få eller ingen kildehenvisninger i denne artikel, hvilket er et problem. Du kan hjælpe ved at angive troværdige kilder til de påstande, som fremføres i artiklen.

Sønderjyske Fodbold er er en overbygning på Haderslev FK, som første gang rykkede op i Superligaen i 2000. Der findes også et kvindehold, der er en overbygning på Vojens BI.
Herreholdet spiller i den bedste danske række, 3F Superligaen, og hjemmebanen hedder Sydbank Park. Hjemmeholdets hjemmebane holder til i den nordlige ende af byen, imellem hovedvejen til Kolding, Idrætscentret og Haderslev Katedralskole, ca. 1 km fra Haderslev Busstation, i midtbyen og på et af byens højeste punkter, ca. 48 meter over vandets overflade. Hjemmebanen er således også en af de højest beliggende hjemmebaner i Superligaen. Fodboldforretningen var ejet af amerikanske Robert Michael Platek fra september 2020 til august 2022, hvorefter klubben kom tilbage på lokale hænder.
I 2020 vandt herreholdet sin første pokaltitel ved at vinde finalen af den 66. udgave af DBU Pokalen over AaB.
I oktober 2022 skiftede klubben navn fra SønderjyskE Fodbold til Sønderjyske Fodbold (med lille e).

## Herreholdets historie
Sønderjyskes historie går tilbage til allerede omkring år 1900. Men man ved ikke helt præcist, hvornår der første gang blev spillet fodbold i Haderslev. Men man ved, at det var omkring år 1900, hvor interessen for spillet begyndte at indfinde sig i den sønderjyske domkirkeby, og i 1901 oprettede man så for første gang en forening, hvis formål var at dyrke fodboldsporten. Foreningen havde til at starte med 13 medlemmer. Disse medlemmer var både danske og tyske.
Den 14. juli 1906, dannede man så Haderslev Fodboldklub (Haderslev FK). Kontingentet var 1 mark i indtrædelsesbeløb og løbende 50 penning i månedsgebyr, og der var omkring 17 medlemmer i klubben. I starten havde man også en del besvær, da det var næsten umuligt at stille et kampdygtig hold, og i det første år, var der en del udskiftninger i formandsstolen. Men det gik fremad for den sønderjyske klub i domkirkebyen, og i 1908, vandt klubben alle turneringskampe, og blev dermed Sønderjyllandsmester i fodbold. Den sidste kamp fandt sted i Haderslev, hvor rivalerne fra Sønderborg blev sendt hjem med et stornederlag. Haderslev FK vandt nemlig 11-1.
Man havde i mange år ingen fodboldbaner, og man måtte frem til genforeningen i 1920, spille på kasernepladsen. På et tidspunkt, forlangte flere af de tysksindede medlemmer, også at klubben skulle omdøbes til HFC (Haderslebener Fussball Club), men det ville flertallet ikke være med til. Først 10 år senere, i 1930, kunne klubben så indvie deres første reelle fodboldbane, på Aabenraavej i Haderslev. I 1931, kunne man fejre 25 års jubilæum og klubben havde nu 127 medlemmer, og nu blev planerne om et stadionbyggeri, igangsat. 3 år senere, i 1934 indvies det nye stadion på Christiansfeldvej så, i en kamp mellem HFK og Vejle. Stadionet til en værdi af 60.000 kroner, var en af de fornemmeste i Sønderjylland på det tidspunkt.
I 1958 rykker HFK op i 4. division (Jyllandsserien), her spillede man i et par år, indtil at opturen blev endnu bedre, og i 1965 kunne man så fejre oprykningen til 3. division (Danmarksserien). Her sad man da så også fast i mange år, og faktisk først i 1992, kunne man fejre oprykningen fra Danmarksserien, og efter 1992, kunne HFK så kalde sig en 2. divisionsklub. I 1996 fortsatte opturen så for HFK, som kunne rykke op i 1. division.

### 2000 og frem
I 2000 skete så det umulige for en sønderjysk fodboldklub. For første gang nogensinde i historien, rykkede et sønderjysk hold nemlig op i Superligaen, nu hed klubben så HFK Sønderjylland, for at få en bredere publikumsskare og bedre muligheder for sponsorer. I 2001 blev et nyt stadion så indviet på stadionvej, med plads til 10.000 tilskuere. Men lykken varede kort i Superligaen, og efter sæsonen måtte man igen ned i 1. division.
I 2003 sker der så noget nyt på HFK fronten. Efter få år, hvor klubben har heddet HFK Sønderjylland, har det vist sig at navnet ikke var holdbart. Men noget nyt var på vej. For efterhånden, havde flere sønderjyske hold i blandt andet ishockey, og håndbold nemlig markeret sig positivt i de højere danske rækker. Derfor mente man nu at der måtte gøres noget, for at sætte Sønderjylland på landkortet. Selskabet Sønderjysk Elitesport A/S stiftes derfor pr. 1. januar 2004, og er en sammenslutning mellem fodboldklubben HFK, Vojens Ishockeyklub, herrehåndboldklubben TM Tønder (Som senere træder ud af samarbejdet og erstattes med Sønderborgs herrehåndboldklub), og kvindehåndboldklubben IK Sønderjylland i Aabenraa. Målsætningen var at alle klubber skulle spille i landets bedste rækker, indenfor få år. Senere i sæsonen 12/13, spillede samtlige af disse klubber i danmarks bedste rækker.
SønderjyskeE's fodboldhold rykkede så i sommeren 2005 igen op i Superligaen, hvor de spillede en enkelt sæson og rykkede ned igen sammen med AGF.  Dette var anden gang at klubben ikke kunne klare sig i landets bedste række. Men i 2008 rykkede holdet igen op i Superligaen, og det må vise sig at have været en mindre succes derfra. For i denne sæson blev klubben nemlig i den bedste danske række, efter at have sluttet af på en 10. plads, lige over nedrykningstregen, da sæsonen sluttede. Sæsonen efter, i 09/10, gjorde SønderjyskE det endnu bedre, efter igen at have været favoritter til at rykke ned. Denne gang, sluttede klubben på en 9. plads, og kunne så se frem til 3. år i streg i den bedste række. Igen i sæsonen 10/11, trodsede SønderjyskE så deres favoritværdighed til at rykke ned, og sluttede således endnu bedre end sidst, på en 7. plads. Men som om at dette ikke skulle være nok, kunne SønderjyskE nemlig igen, i deres 4. sæson i streg i den dansk række, overraske bookmakerne, som igen havde spået dem til at rykke ned. Denne gang endte klubben nemlig på en historisk 6. plads i Superligaen, efter at have besejret AaB 5-0 i den sidste kamp. 

### Sæson 2012/2013
Nu sluttede favoritværdigheden da også til sidstepladsen, og i sæsonen 12/13, snakkede flere endda om at Sønderjyske, kunne slutte i den gode ende af tabellen, efter et forår, hvor klubben kun tabte 4 kampe, og havde en af forårets bedste pointhøster blandt alle hold. Og det startede også fint med en historisk 6-1 sejr over oprykkerne fra Randers FC , efterfulgt af uafgjort 1-1 mod de mangeårige mestre fra FC København og blandt andet sejre over EfB og Brøndby IF. Men så gik det kun ned af, og da efterårs sæsonen var spillet færdig, lå SønderjyskE igen dernede, hvor de skulle kæmpe for ikke at rykke ned, og havde endda kun hentet 4 point på hjemmebane i hele efteråret, hvilket var ny negativ klubrekord. Klubben kunne dog overvintre over stregen. 
Efter vinterpausen 2012/2013, starter SønderjyskE ud med et nederlag på 1-0 til FC Midtjylland i en kamp de ellers dominerede, og tabte ugen efter 2-0 til Randers FC. Klubben vandt dog derefter overraskende 0-5 over Silkeborg IF. Dette var første gang at klubben havde vundet to sejre med fem mål i en sæson, og klubbens største sejr på udebane og første gang en SønderjyskE spiller laver hattrick i Superligaen (Lasse Vibe). De 2 efterfølgende spillerunder, taber SønderjyskE dog igen to kampe i mod FC Midtjylland og Randers FC, uden at score et eneste mål. Klubben havde der endnu ikke vundet på hjemmebane i 9 måneder, siden 6-1 sejren i sæsonåbningen imod Randers FC. Men tirsdag d. 9. april 2013 kommer så forløsningen på Haderslev, da man vinder 3-1 over Esbjerg fB, som i øvrigt var klubbens sejr nummer 7 i streg imod lokalrivalerne fra Esbjerg, i Superligaen, hvilket er en positiv klubrekord. Derfra vender sitationen for klubben. Ugen efter tager SønderjyskE til Brøndby og vinder 3-0, efterfulgt af 4-1 hjemme i Haderslev over Odense Boldklub - Det var 2. hjemmekamp i streg. Derefter tog klubben til FC Nordsjælland og spillede 2-2, efterfuldt af en 1-0 sejr hjemme over AaB - 3. hjemmekamp i streg. Ny klubrekord. Ugen efter blev det dog til et 2-1 nederlag over AGF, og oprykningen var dermed stadigvæk ikke definitivt afgjort. Men ugen efter vandt man dog igen på hjemmebane. 4. gang på stribe. Det var over AC Horsens, som tabte 4-2 under kontroversielle forhold. SønderjyskE kunne fejre endnu en sæson i Superligaen og kunne gå til sidste kamp imod FCK, med ro i sindet.
I 2012/2013 sæsonen brændte SønderjyskE 7 straffespark i streg. Det er Europa-rekord. SønderjyskE scorede på straffe i deres første kamp i Haderslev imod Randers FC, men har siden da brændt. I årets sidste hjemmekamp, kom forløsningen dog, da sæsonens 9. straffespark blev sendt i kassen, af Henrik Hansen. 9 straffespark er det højeste antal straffespark, et hold i Superligaen har fået i sæsonen.

### 2013-2015
Sæsonen 2013/2014, startede ellers fint for SønderjyskE, med en uafgjort imod Odense Boldklub, med langt største chancer til SønderjyskE og efterfølgende en 1-0 sejr over Brøndby. I de første kampe, var SønderjyskE, ligaens mest afsluttende hold, men kunne ikke få bolden i mål. Efter 15 runder i Superligaen, lå holdet på sidste pladsen, med 11 point, hvor nærmeste forfølger, var FC Nordsjælland, med 18 point. Det så virkelig sort ud for SønderjyskE, som på det tidspunkt kun havde vundet 3 kampe, tabt 10 og spillet 2 uafgjort. Men en god afslutning på efteråret, med sejr over Esbjerg fB og uafgjort imod Brøndby og nedrykningskonkurrenten Viborg FF, gjorde at SønderjyskE igen var bedre med.
I vinterpausen udbetalte Nordic Bet penge tilbage til folk, der havde spillet på SønderjyskE som nedrykker. Det så sort ud for klubben. Men i den første kamp efter vinterpausen stemplede flere af SønderjyskE's nyindkøb ind og hjalp klubben til en 4-0 sejr, over FC Vestsjælland. Det blev starten til et jævnt forår, hvor blandt andet mesterholdet AaB og FC Nordsjælland blev slået og hvor man klarede uafgjort imod klubber som OB, FC København og FC Vestsjælland. Og da en ny tribune skulle indvies i maj og SønderjyskE atter var med i kampen om overlevelse, vandt man den vitale kamp over Viborg FF, 1-0. Den efterfølgende kamp blev tabt til Esbjerg fB. Men klubben kunne sikre sig overlevelse med en runde igen, hvis blot AGF, blev besejret ude og Viborg FF tabte. Alt gik efter planen, for holdet, som vandt 3-0 over AGF, som fik deres 10. nederlag i streg og Viborg FF samtidig til FC Nordsjælland, med cifrene 3-1. Overlevelsen var en realitet, og SønderjyskE sendte højest overraskende, Viborg FF og AGF i første division, i en sæson hvor alle eller havde dømt holdet ude.
Lørdag 17. maj, dagen før sidste spillerunde, blev Viborg FF taberdømt i en kamp mod AGF , dette betød at Sønderjyske kunne rykke ned, hvis de tabte kampen til FC Midtjylland og AGF vandt over de nykårede mestre AaB. Sønderjyske vandt kampen i sidste spillerundte og undgik nedrykning.
En af holdets store lyspunkter i foråret var den lejede spiller fra FK Austria Wien, Rubin Okotie, som i 15 kampe scorede hele 9 mål for klubben.
I sæsonen 2014/15, vandt SønderjyskE, kun 2 kampe på hjemmebane i Superligaen, men formåede alligevel at overleve, ved at have en god udebanestatistik, på 5 sejre og 8 uafgjort. Generelt slog man rekord i antal uafgjort på en sæson i Superligaen, ved at man gik fra banen 16 gange, uden at finde en vinder. Altså næsten halvdelen af gangene. Man reddede sig formelt fra nedrykning, i 31. spillerunde imod FC Vestsjælland ved at spille 1-1, efter at man ugen forinden havde sikret sig en 3-2 sejr over Esbjerg fB i Esbjerg. SønderjyskE, havde det bedste tilskuersnit på hjemmebane nogensinde selvom man kun vandt to kampe. Stigningen var på over 10% i forhold til sæsonen før. Man nåede til semifinalen i DBU Pokalen, hvor man blev slået ud 2-1 sammenlagt af FC Vestsjælland, efter ellers at have vundet en 4-2 sejr over Brøndby IF, i kvartfinalen.

### Sølvsæsonen 2015/16
I sæson 2015/16 forsøgte SønderjyskE sig med en ny træner i form af den, på Superliga-niveau, uprøvede træner, Jakob Michelsen, der kom fra 1. Divisionsklubben Skive IK, eftersom holdets tidligere træner, Lars Søndergaard, havde valgt at tage til AaB. SønderjyskE startede med en 2-0 sejr over FC Nordsjælland i Farum. Følgelig blev det til et par nederlag, før klubben vandt mod bl.a. Odense Boldklub, Esbjerg fB, Hobro, Viborg og AGF - og via endnu en sejr imod både Hobro, Odense Boldklub og FC Nordsjælland, sikrede SønderjyskE sig et for klubben historisk højt tv-pengebeløb efter 11. spillerunde, idet klubben var placeret som nummer 5. Halvvejs igennem sæsonen, da der var spillet 17. runder, lå SønderjyskE nummer 4 med 28 point. Dette udgjorde en ny rekord for klubben, som ved vinterpausen stadig var med i DBU Pokalen.
Efter pausen røg klubben ud mod AGF i pokalturneringen, men spillede efterfølgende et imponerende forår, hvor man kun tabte 2 kampe, imod FC København og FC Midtjylland ude, og vandt alle hjemmekampe, på nær to uafgjorte kampe, 2-2 imod AGF og 1-1 imod Randers FC. Det var nok til at sikre sønderjyderne en sølvmedalje, hvilket kommentator på Canal9, kaldte for en af de største sensationer i Superligaens historie. Flere rekorder blev således opnået: medaljer, pointrekord, første gang med plus i målscore i Superliga-regi samt ikke mindst klubbens første kvalifikation til Europa League. Klubben sluttede 9 point efter FC København på førstepladsen og havde 3 point ned til FC Midtjylland på tredjepladsen. Allerede inden det flotte forår for alvor kom i gang modtog klubbens nye træner, Jakob Michelsen, prisen som årets forboldtræner i 2015.

### 2016-2018
I den efterfølgende sæson skal SønderjyskE for første gang spille europæisk. Man vinder det første dobbeltopgør mod norske Strømsgodset og det efterfølgende dobbeltopgør mod polske Zagłębie Lubin og står over alt forventning nu i et dobbeltopgør mod den tjekkiske storklub Sparta Prag om den eftertragtede plads i Europa League-gruppespillet. En position SønderjyskE modsat sin tjekkiske modstander, aldrig har været i før. Den første kamp i Haderslev ender 0-0. I returopgøret i Prag kommer SønderjyskE foran 2-0 i 1. halvleg på mål af Mikael Uhre og Troels Kløve. Prag får dog reduceret inden pausen og også udlignet og scoret til 3-2 efter pausen. SønderjyskE er tæt på at lave miraklet i overtiden da Mikael Uhre brænder en stor chance som ville have gjort det til 3-3, hvilket ville have sendt SønderjyskE videre på reglen om udebanemål.
Det går imidlertid dårligt i den hjemlige liga, hvor fokus på europæisk fodbold har sat sine spor i holdet som ikke har vundet længe og ligger skidt til i Superligaen. Holdet får dog spillet sig op og ender i top 6. Det er den første sæson med en ny ligastruktur. Og dermed betyder 6. pladsen efter grundspillet at SønderjyskE historisk tidligt sikrer overlevelse i Superligaen. Mesterskabsslutspillet går dog ikke over i historiebøgerne og først i de sidste kampe i sæsonen lykkes det SønderjyskE at vinde over først Brøndby på hjemmebane og så FC Midtjylland på hjemmebane.
Den efterfølgende sæson er knap så god for SønderjyskE, som ender i nedrykningsslutspillet, men klarer frisag til sidst.

### Matchfixing-skandalen i 2018 og tiden frem til 2020
Den 18. marts spiller SønderjyskE på udebane mod FC Midtjylland i den sidste runde af grundspillet i 2017/18 sæsonen af Superligaen. Denne kamp skal senere gå hen i historien som en af de mest kontroversielle i dansk fodbold nogensinde. For grundet måden som Superliga-strukturen er skruet sammen på hvor de nederste 8 hold deles op i to puljer til sidst alt efter placering i grundspillet, så betyder kampen mod FC Midtjylland at SønderjyskE rent pointmæssigt ville have større afstand til nedrykningsstregen i den pulje som de ville ende i hvis de tabte til FC Midtjylland end hvis de havde spillet uafgjort eller vundet over FC Midtjylland. Det skyldes at 7. pladsen i grundspillet som SønderjyskE ville have opnået med en sejr i Herning, ville sende sønderjyderne i gruppe A med 10., 11. og 14. pladsen, mens nederlag ville sende SønderjyskE på 8. pladsen og i gruppe B med 9., 12. og 13. pladsen. Og da de to nederste i hver gruppe efter nedrykningsspil skulle spille playoff, betød det at SønderjyskE som 7. plads og placering i gruppe af ville komme i en gruppe med Silkeborg på 11. pladsen med 28 point, fire eller seks færre end SønderjyskE alt efter SønderjyskE sejr eller uafgjort i Herning og Helsingør på 14. pladsen med 20 point, som de to nederste hold. Dermed ville SønderjyskE kun have 4 eller 6 point til de farlige nedryknings-playoffs med 6 kampe tilbage at spille om point i. Med nederlag i Herning og 8. pladsen kom SønderjyskE i stedet i gruppe med Lyngby og Randers på hhv 12. og 13. pladsen som havde henholdsvis 21 og 20 point. Og dermed havde SønderjyskE i stedet 10 point ned til de farlige pladser med 18 point at spille om og skulle altså derfor kun som minimum bruge kun bruge8 point mere for at overleve.
Herning var generelt ikke et sted hvor SønderjyskE henter mange point og SønderjyskE var heller ikke favoritter i kampen. FC Midtjylland startede også med at komme foran. Det lykkes dog sent i 2. halvleg SønderjyskE at udligne til 1-1. Men sent i kampen scorer FC Midtjylland til 2-1 som bliver kampens resultat og sender SønderjyskE i den pulje med længst til nedrykning. Sejren til FC Midtjylland og nederlaget til SønderjyskE havde dog den konsekvens at Hobro IK nu i stedet var endt i den anden pulje med kortere afstand til nedrykning og at sejren til FC Midtjylland var en ulempe for Brøndby IF som lå og kæmpede med midtjyderne om mesterskabet i toppen af tabellen.
Som udgangspunkt betyder et sønderjysk nederlag i Herning ikke panderynker. Men et interview til TV-stationen TV3 Sport efter kampen med SønderjyskE-spilleren Christian Greko Jakobsen skulle vise sig at blive startskuddet til en større efterforskning af kampen. Her udtalte SønderjyskE-spilleren sig nemlig kryptisk overfor FC Midtjyllands sene sejrsmål på en måde som kunne antyde at alt ikke var foregået efter bogen. Efterfølgende blev SønderjyskE beskyldt af både TV eksperter og fans af andre klubber for at deres tilbageløb i forbindelse med Midtjyllands 2-1 mål så halvhjertet og mangelfuldt ud. Det fik Fodboldens Disciplinærinstans til at åbne en undersøgelse af forløbet omkring kampen. En sag som 21. marts formelt blev overdraget til Danmarks Idrætsforbunds Matchfixing-sekretariat.
Mistanken blev kun forstærket af at SønderjyskE-spilleren Mads Hvilsom efter kampen skulle have sendt en snap til en af sine tidligere holdkammerater i Hobro, som var den klub som blev sorteper i regnskabet, Jesper Bøge, med ordlyden ’Fedt at komme ind og have fået at vide, at man ikke måtte score, selv om vi var kommet bagud. Men alle andre hold ville have gjort lige som os.’. Denne oplysning kom frem den 9. april 2018 og daværende sportschef i Hobro, havde indberettet det til DIF.
Sagen kørte ind til 30. april 2018 hvor en større efterforskning havde kørt i DIF, hvor blandt flere nøglepersoner i SønderjyskE blev afhørt af tidligere politifolk, som bistod DIF i efterforskningen. Den 30. april blev SønderjyskE frikendt på baggrund af at der ikke blev fundet klare beviser for at der var foregået noget der var imod reglerne. Sagen kunne dog åbnes igen senere hvis der kom nye beviser. Var SønderjyskE blevet dømt, kunne blandt andet bøder og tvangsnedrykning være blevet straffen.
Hele sagen satte dog gang i et større efterspil både internt i SønderjyskE og i Divisionforeningen. Flere påpegede at det var et problem at en klub kunne få fordel af at tabe en kamp og derfor fandt Divisionsforeningen det også nødvendigt at lave strukturen om, så det ikke længere teoretisk kunne betale at tabe sig for at opnå en større sportslig fordel. Derfor blev det besluttet at 11. og 14. pladsen endte i gruppe A og at 12. og 13. pladsen endte i gruppe B, men at de fire øverste hold efterfølgende selv vælger gruppe, hvor 7. pladsen er førstevælger.
For SønderjyskE har det den konsekvens at man for første gang fuldtidsansætter en pressechef som blandt andet skal blive bedre til i fremtiden at geare spillere til pressen, samt at få styr på klubbens kommunikation med medier og fans på sociale medier, da følelsen fra klubben efterfølgende har været at mange ting har bundet i misforståelser, som kunne være undgået med bedre kommunikation.
SønderjyskE klarer frisag både i 2018, 2019. Foråret 2020 bliver SønderjyskE ligesom alle andre ramt af en ny virkelighed med coronavirus. Sidste kamp for SønderjyskE med fans i marts 2020 er en udekamp mod Randers i pokalturneringen, som SønderjyskE vinder. Den finder sted den 5. marts 2020. Efterfølgende bliver det besluttet at der skal spilles uden fans. Dette gør SønderjyskE den 8. marts 2020 mod OB på hjemmebane, hvor flere fans fra begge hold har taget opstilling ude foran stadion, med forsøg på at støtte holden vokalt. Efterfølgende pauses sæsonen helt. Sæsonen genoptages 2. juni uden tilskuere, hvor SønderjyskE taber 1-0 til Brøndby på udebane. I samme periode spiller SønderjyskE sig i pokalfinalen med semifinalesejr over Horsens, og efter pokalfinalen, klarer man frisag i Superligaen og sikrer sig overlevelse endnu engang.

### 2020 og frem
Den 1. juli 2020 vandt SønderjyskE DBU Pokalen, da de slog AaB 2-0 på Blue Water Arena i Esbjerg. Kampen var udsat grundet den verserende Corona-pandemi, der hærgede Danmark og resten af verden på daværende tidspunkt. Det var klubbens første titel. Grundet restriktioner kunne der kun være 1750 tilskuere på stadion til pokalfinalen. SønderjyskE havde fået tildelt 724 billetter, som alle blev solgt. Grundet den store forespørgsel blev der lavet et storskærmsarrangement på torvet i Haderslev, hvor flere fans kunne følge med. Også dette arrangement var ramt af restriktioner og med begrænset plads. SønderjyskEs pokalvindere blev efterfølgende fejret på Haderslev Rådhus ved en ceremoni, hvor også byens borgmester på daværende tidspunkt H.P. Geil var til stede.
Den 22. september 2020, købte amerikaneren Robert Michael Platek klubben, for et ukendt salgsbeløb. Amerikaneren ændrede markant i organisationen med en ny titelstruktur og en helt ny filosofi i klubben, som skulle foregå både organisatorisk og sportsligt. Senere erhvervede Platek også klubberne Spezia i Italien og Casa Pia i Portugal, som dermed blev søsterklubber til SønderjyskE.
I 2021 spillede SønderjyskE sig igen i pokalfinalen efter en semifinalesejr over FC Midtjylland. Denne gang skulle man møde Randers FC på Ceres Park i Aarhus i finalen. For første gang havde SønderjyskE muligheden for at spille sig i et europæisk gruppespil med en sejr, da dette ville give kvalifikation til playoff runden i UEFA Europa League, og direkte kvalifikation til den nye UEFA Europa Conference League, skulle man tabe Europa League-playoff. SønderjyskE tabte dog 4-0 til Randers FC og gentog dermed ikke succesen fra den seneste finale i Esbjerg. Forinden finalen havde man allerede sikret sig en ny sæson i Superligaen, efter at være endt i kvalifikationsspil med OB, Lyngby, Vejle, AaB og Horsens.
Det gik dog ikke som forventet og i 2022 rykkede man ned i 1. division og skulle ikke spille Superliga for første gang siden 2007/08 sæsonen. Det skete efter en sæson, hvor man aldrig rigtigt fik spillet til at glide og med uro internt i klubben hvor flere var utilfredse med de amerikanske ejere. Man endte med kun at hente fire sejre i hele sæsonen. I august 2022 kom Sønderjyske Fodbold igen tilbage på lokale hænder da Davidsen-familien som ejer Davidsens Tømmerhandel samt familien bestående af Morten Kristoffer Larsen og Markus Kristoffer Hansen fra Hedensted som ejer Euro-Steel-koncernen, overtog klubben. Søren Davidsen, søn af Povl Davidsen som er ejer af Davidsens Tømmerhandel og Markus Kristoffer Hansen, som er søn af Euro-Steel ejer Morten Kristoffer Larsen blev nøglefigurer og talspersoner i det nye ejerskab. Markus blev indsat som direktør, og har været en nøglefigur i vejen op til nu.
14. oktober 2022 blev det annonceret af fodboldafdelingen i Sønderjysk Elitesport-koncernen løsriver sig organisatorisk fra de andre sportsgrene i ishockey og håndbold og dermed ikke længere er en del af SønderjyskE-organisationen rent administrativt. Allerede da Platek købte klubben i 2020 blev fodbolden løsrevet rent selskabsmæssigt og blev et selvstændigt aktieselskab, men bibeholdte en administrationsaftale med Sønderjysk Elitesport omkring billetsalg, bogholderi, indkøb, sponsorer, logo, navn og nøglemedarbejdere. Pr 14. oktober 2022 blev SønderjyskE Fodbold dermed til Sønderjyske Fodbold uden det store E til sidst, da det store 'E' er en marketingrettighed hos Sønderjysk Elitesport. Det betød også at Sønderjyske Fodbold fik sin egen organisation dedikeret til Sønderjyske Fodbold samt nyt logo, ny hjemmeside og ikke længere er direkte associeret med Sønderjysk Elitesport A/S. Det nye logo blev annonceret den 9. februar 2023 på sociale medier. Senere lavede Sønderjyske Fodbold dog en aftale med Sønderjysk Elitesport om brug af det originale logo, dog med mindre ændringer, hvorfor fodbolddelen fik det gamle logo tilbage.
I sæsonen 2022/23 startede Sønderjyske sæsonen godt og lå til oprykning i starten af sæsonen under Henrik Hansens ledelse. Dog blev resultaterne dårligere i løbet af efteråret, man blev overhalet af Hvidovre og Henrik Hansen blev fyret som cheftræner og erstattet af Thomas Nørgaard i vinterpausen. Han førte klubben til en tredjeplads og dermed glippede man oprykningen tilbage til Superligaen i første forsøg. I 2023/24 sæsonen fortsatte man dog gode takter fra foråret, og kom trods en tvivlsom start med 1 point i de første to kampe, stærkt tilbage og tabte efterfølgende ikke i 15 kampe i streg og overvintrede på førstepladsen foran nedrykkerne fra AaB. Der var dog problemer undervejs, da man i tredje runde brugte angriberen Mikkel Ladefoged i en kamp mod Næstved Boldklub uden at han var registreret på holdkortet. Sønderjyske vandt kampen 4-1, men efterfølgende blev der åbnet en sag der dog endte med en bøde, da indskiftningen skete sent og Sønderjyske allerede var foran 4-0. 
I foråret fortsatte man de gode takter og den 2. maj sikrede man oprykning til Superligaen i en 2-1 sejr på hjemmebane over FC Fredericia med fem runder igen og en uge senere sikeede klubben sig også førstepladsen i rækken med en 1-0 sejr hjemme over AaB, og dermed var Sønderjyske tilbage i Superligaen efter to sæsoners fravær.

## Titler
- Danmarksmesterskabet
  - Sølv (1): 2016.
- DBU Pokalen
  - Guld(1): 2020
- 1. division
  - Vinder(1): 2024

## Stadion og faciliteter
Sydbank Park har en kapacitet på 5.100 siddepladser og 5.000 ståpladser, der giver en samlet kapacitet på 10.100. Rekorden for en kamp er 8.357 tilskuere i en kamp mod Viborg FF. Laveste tilskuertal er 1.186 til en kamp. I 2012 blev der bygget en ny tribune med 3.000 siddepladser, skyboxe og bedre faciliteter, samt at opsætte LED storskærme, LED bannere og nye udskiftningsboxe.
Der er 6 kørestolspladser på stadion, med tilhørende ledsagersæder. Der er også 11 skyboxe, til Sønderjyske og holdets sponsorer, med spisning inden kampene, kaffemaskine, fladskærm, mødebord og direkte adgang til egne pladser på tribunen. Der er 22 pressepladser og en sponsorlounge, med plads til 325 spisende gæster.Begge langsider på Sydbank Park, er dækket af overdækkede siddepladser, imens enderne, deraf udebaneafsnittet, består af overdækkede ståpladser og få siddepladser på udebaneafsnittet. I hver ende af stadion er der en LED storskærm, med livestilling, annoncer og highlights.
På stadion er der 3 herretoiletter og 3 dametoiletter; et til hver køn under den nye tribune, gamle tribune og på udebaneafsnittet. 4 pølseboder; Et på udebaneafsnittet, 1 i den ene ende af stadion og et under hver af de to tribuner. Under den ny tribune er der også SupShoppen, hvor det er muligt at købe Sønderjyske Merchandice, i form af tørklæder, caps, spillertrøjer, iPhone covers og lignende udstyr, hvor Sønderjyske logoet, pryder. Der er også 2 spilleboder fra Oddset, hvor man kan spille på kampen samt andre fodboldkampe.
Under tribunen er der også klubfaciliteter, for moderklubben Haderslev FK, med TV, playstation, legeområde, køkken og komfortområder. I forbindelse med den ny tribune, er der også ungdomsboliger, til studerende på Haderslev Idrætsakademi samt et Danhostel Sportsmotel.
Der er 4 TV platforme på stadion. 1 hovedplatform på den nye tribune, hvor det almene TV kamera står, to offsidekameraer i hver sin ende af den nye tribune samt en platform på den gamle tribune, hvor der også kan stå et kamera. I forbindelse med hoved tv-plaformen, er også kommentatorpladser. Der er også en speakerbox, et sikkerhedsrum, hvor man kan følge overvågningen af Sydbank Park, samt et teknikrum, hvorfra blandt andet LED bannere og storskærme, styres fra.
I det ene hjørne af stadion, er også et TV studie, med direkte udsigt udover stadion og Haderslevs horisont.
Sydbank Park ligger i forbindelse med Haderslev Idrætscenter, hvortil der er direkte adgang til stadion, og hvor spillere og stab klæder om. I centeret er der billetsalg til kampene, foyer, hal 1 og 2, som er opvisningshaller, en træningshal i hal 3, caféområde, kontorfaciliteter, mødelokaler, fitnesscenter, omklædning og svømmehal. Udenfor centeret og i forbindelse med Sydbank Park ligger også træningsbaner med kunstgræs og fodboldbur.

## Rivalisering
Blandt Sønderjyskes største rivaler nævnes oftest Vejle Boldklub, Kolding IF og Esbjerg fB. Rivaliseringen er dog ikke på et niveau, hvor kampe holdene imellem kan betegnes som højrisikokampe. I nogle tilfælde nævnes AC Horsens også som rivaler.

## Placeringer
Placeringer i Superligaen, 1. division og 2. division for SønderjyskE.
| År   | Superliga | 1. Division | 2. division | DBU Pokalen       | Bemærkninger               | Ligatopscorer                      |
| ---- | --------- | ----------- | ----------- | ----------------- | -------------------------- | ---------------------------------- |
| 1997 |           | 15. plads   |             | 2. runde          | Nedrykning                 |                                    |
| 1998 |           |             | 3. plads    | 2. runde          | Oprykning                  |                                    |
| 1999 |           | 5. plads    |             | 4. runde          |                            | Henrik Asmussen (17 mål)           |
| 2000 |           | 2. plads    |             | 4. runde          | Oprykning                  |                                    |
| 2001 | 12. plads |             |             | 4. runde          | Nedrykning                 | Mads Bro Hansen (8 mål)            |
| 2002 |           | 3. plads    |             | 4. runde          |                            | Henrik Asmussen (13 mål)           |
| 2003 |           | 6. plads    |             | 4. runde          |                            | Thomas Dabelsteen (14 mål)         |
| 2004 |           | 6. plads    |             | 3. runde          |                            | Jacob Olesen (16 mål)              |
| 2005 |           | Vinder      |             | Ottendedelsfinale | Oprykning                  | Jacob Olesen (21 mål)              |
| 2006 | 11. plads |             |             | 4. runde          | Nedrykning til 1. division | Peter Sand (11 mål)                |
| 2007 |           | 3. plads    |             | 4. runde          |                            | Kenneth Fabricius (11 mål)         |
| 2008 |           | 2. plads    |             | Ottendedelsfinale | Oprykning                  | Kenneth Fabricius (16 mål)         |
| 2009 | 10. plads |             |             | 3. runde          |                            | Ken Ilsø (9 mål)                   |
| 2010 | 9. plads  |             |             | Kvartfinale       |                            | Kenneth Fabricius (10 mål)         |
| 2011 | 7. plads  |             |             | 2. runde          |                            | Kenneth Fabricius (7 mål)          |
| 2012 | 6. plads  |             |             | Semifinale        | Blev slået ud af FCK       | Quincy Antipas (9 mål)             |
| 2013 | 8. plads  |             |             | Ottendedelsfinale |                            | Lasse Vibe (13 mål)                |
| 2014 | 10. plads |             |             | 3. runde          |                            | Rubin Okotie (11 mål)              |
| 2015 | 10. plads |             |             | Semifinale        | Tabt til FCV               | Marvin Pourie (9 mål)              |
| 2016 | Sølv      |             |             | Kvartfinale       | Røg ud til AGF. DM sølv.   | Johan Absalonsen (12 mål)          |
| 2017 | 6. plads  |             |             | 4. runde          |                            | Johan Absalonsen (7 mål)           |
| 2018 | 8. plads  |             |             | Kvartfinale       | Røg ud til Brøndby IF      | Christian "Greko" Jakobsen (9 mål) |
| 2019 | 10. plads |             |             | 4. runde          | Røg ud til Esbjerg fB      | Mart Lieder (7 mål)                |
| 2020 | 10. plads |             |             | Vinder            | Finalesejr over AaB        | Christian "Greko" Jakobsen (8 mål) |
| 2021 | 8. plads  |             |             | Finalist          | I finalen mod Randers FC   | Haji Wright (11 mål)               |
| 2022 | 12.plads  |             |             | Semifinale        | Nedrykning                 | Emil Berggreen (4 mål)             |
| 2023 |           | 3. plads    |             | Kvartfinale       |                            | Emil Frederiksen (16 mål)          |
| 2024 |           | Vinder      |             | 2. runde          |                            | Peter Buch Christiansen (17 mål)   |

## Europæisk deltagelse

### Europa League 2016-17
SønderjyskE kvalificerede sig til Europa League-kvalifikationen, via klubbens 2. plads i Superligaen 2015-16.
| Runde   | Dato  | Match                         | Resultat | Kommentar                                     |
| ------- | ----- | ----------------------------- | -------- | --------------------------------------------- |
| 2.      | 14.07 | SønderjyskE - Strømsgodset IF | 2 - 1    |                                               |
| 2.      | 21.07 | Strømsgodset IF - SønderjyskE | 2 - 2    | Videre til runde 3 efter forlænget spilletid. |
| 3.      | 28.07 | Zagłębie - SønderjyskE        | 1 - 2    |                                               |
| 3.      | 04.08 | SønderjyskE - Zagłębie        | 1 - 1    | Videre til næste runde                        |
| Playoff | 18.08 | SønderjyskE - Sparta Prag     | 0 - 0    |                                               |
| Playoff | 25.08 | Sparta Prag - SønderjyskE     | 3 - 2    |                                               |

### Europa League 2020-21
SønderjyskE kvalificerede sig til Europa League-kvalifikationen grundet klubbens sejr i Sydbank Pokalen 2019-20. I 2020/21 sæsonen blev der spillet uden returopgør grundet COVID-19-situationen i Europa, der blandt andet gjorde at sæsonen kom sent i gang og at der ikke var plads i kampprogrammet til returkamp i kvalifikationen.
| Runde | Dato  | Match                        | Resultat |
| ----- | ----- | ---------------------------- | -------- |
| 3.    | 24.09 | Viktoria Plzeň - SønderjyskE | 3 - 0    |

## Nuværende spillertrup
Opdateret 9 August 2025.
| 1 | Danmark        | Nicolai Flø (MÅ)       |
| 2 | Danmark        | Matti Olsen (FO)       |
| 3 | Danmark        | Simon Wæver (FO)       |
| 4 | Island         | Daniel Gretarsson (FO) |
| 5 | Danmark        | Magnus Jensen (FO)     |
| 6 | Danmark        | Rasmus Vinderslev (MI) |
| 7 | Nordmakedonien | Sefer Emini (MI)       |
| 8 | Sverige        | Lukas Björklund (MI)   |
| 9 | Cameroun       | Ivan Djantou (AN)      |

| 10 | Island         | Kristall Ingason (AN)    |
| 11 | Danmark        | Alexander Lyng (AN)      |
| 12 | Frankrig       | Maxime Soulas (FO)       |
| 13 | New Zealand    | Dalton Wilkins (FO)      |
| 14 | USA            | Matthew Hoppe (AN)       |
| 15 | Nordmakedonien | Lirim Qamili (AN)        |
| 16 | Danmark        | Marcus Bundgaard (MÅ)    |
| 18 | Nordmakedonien | Ivan Nikolov (MF)        |
| 19 | Danmark        | Pachanga Kristensen (FO) |
| 20 | Danmark        | Tobias Klysner (FO)      |

| 22 | Danmark | Andreas Oggesen (FO)  |
| 23 | Nigeria | Ebube Duru (FO)       |
| 24 | Danmark | Olti Hyseni (AN)      |
| 25 | Danmark | Mads Agger (AN)       |
| 26 | Danmark | Tobias Sommer (MI)    |
| 27 | Danmark | Benicio Pená (MÅ)     |
| 29 | Danmark | Albert Rrahmani (MI)  |
| 31 | Guinea  | Mohamed Cherif (MI)   |
| 32 | Danmark | Alberto Vogtmann (FO) |

### Udlån
| 28 | Danmark | Anders Bergholt (MI) |
| 30 | Danmark | Gustav Wagner (FO)   |

## Landsholdsspillere
Spillere der har været udtaget til A-landskampe for deres respektive landshold, imens de har været i Sønderjyske Fodbold.
|  | Danmark      | Lasse Vibe           |
|  | Island       | Sölvi Ottesen        |
|  | Island       | Ólafur Ingi Skúlason |
|  | Burkina Faso | Adama Guira          |
|  | Island       | Eggert Jonsson       |

|  | Island     | Eyjólfur Héðinsson  |
|  | Danmark    | Johnny Thomsen      |
|  | Australien | Nathan Coe          |
|  | Finland    | Sakari Mattila      |
|  | Island     | Hallgrímur Jónasson |

|  | Zimbabwe | Quincy Antipas    |
|  | Estland  | Andrei Sidorenkov |
|  | Uganda   | Emmanuel Okwi     |
|  | Danmark  | Alexander Bah     |

## Tidligere spillere
Herunder følger en liste over samtlige spillere, der har spillet for Sønderjyske Fodbold's førstehold. Nuværende spillere er ikke med på listen.
|  | Zimbabwe            | Quincy Antipas          |
|  | Zimbabwe            | Silas Songani           |
|  | Holland             | Mees Siers              |
|  | Holland             | Kees Luijckx            |
|  | Holland             | Mart Lieder             |
|  | Holland             | Robin Schouten          |
|  | Bosnien-Hercegovina | Sedin Alic              |
|  | Bosnien-Hercegovina | Kenan Hajdarevic        |
|  | Norge               | Anders Østli            |
|  | Norge               | Håkon Opdal             |
|  | Norge               | Jarl André Storbæk      |
|  | Norge               | Adnan Hadzic            |
|  | Norge               | Bård Finne              |
|  | Brasilien           | Leandro                 |
|  | Brasilien           | Ramón Rodrígues         |
|  | Island              | Orri Oskarsson          |
|  | Island              | Sölvi Ottesen           |
|  | Island              | Ólafur Skúlason         |
|  | Island              | Eyjólfur Héðinsson      |
|  | Island              | Hallgrímur Jónasson     |
|  | Island              | Baldur Sigurðsson       |
|  | Island              | Eggert Jonsson          |
|  | Island              | Arnar Darri Pétursson   |
|  | Island              | Isak Oli Olafsson       |
|  | Island              | Kristofer Kristinsson   |
|  | Island              | Atli Barkarson          |
|  | Østrig              | Florian Hart            |
|  | Østrig              | Rubin Okotie            |
|  | Østrig              | Hannes Eder             |
|  | Østrig              | Matthias Maak           |
|  | Østrig              | Philipp Schmiedl        |
|  | Tyskland            | Mustafa Kucukovic       |
|  | Tyskland            | Marvin Pourie           |
|  | Tyskland            | Senad Jarovic           |
|  | Tyskland            | Justin Plautz           |
|  | Tyskland            | Sebastian Mielitz       |
|  | Sverige             | Simon Kroon             |
|  | Sverige             | Marko Mitrovic          |
|  | Sverige             | Emil Holm               |
|  | Sverige             | Rasmus Wikström         |
|  | Australien          | Nathan Coe              |
|  | Australien          | Lawrence Thomas         |
|  | Nigeria             | Rabiu Afolabi           |
|  | Nigeria             | Adigun Salami           |
|  | Nigeria             | Ogenyi Onazi            |
|  | Nigeria             | Bosun Ayeni             |
|  | Nigeria             | Rilwan Hassan           |
|  | Nigeria             | Abdulrahman Taiwo       |
|  | Cameroun            | William Tchuameni       |
|  | Cameroun            | Duplexe Tchamba         |
|  | Cameroun            | Faris Moumbagna         |
|  | Cameroun            | Victor Mpindi           |
|  | Færøerne            | Rógvi Jacobsen          |
|  | Færøerne            | Teit Jacobsen           |
|  | USA                 | Conor O'Brien           |
|  | USA                 | Jannick Liburd          |
|  | USA                 | Haji Wright             |
|  | Danmark             | Martin Thomsen          |
|  | Danmark             | Philip Zinckernagel     |
|  | Danmark             | Johan Absalonsen        |
|  | Danmark             | Arman Taranis           |
|  | Danmark             | Alexander Bah           |
|  | Danmark             | Jacob Stolberg          |
|  | Danmark             | Ken Ilsø                |
|  | Danmark             | Peter Nymann            |
|  | Danmark             | Peter Buch Christiansen |
|  | Danmark             | Jonas Thorsen           |

|  | Danmark | Sebastian Koch         |
|  | Danmark | Jacob Buus             |
|  | Danmark | Marcus Kristensen      |
|  | Danmark | Casper Grønn           |
|  | Danmark | Thomas Hansen          |
|  | Danmark | Anders K. Jacobsen     |
|  | Danmark | Roni Arabaci           |
|  | Danmark | Mads Winther           |
|  | Danmark | Julius Eskesen         |
|  | Danmark | Jeppe Simonsen         |
|  | Danmark | Pierre Kanstrup        |
|  | Danmark | Morten Kruuse          |
|  | Danmark | Michael Stryger        |
|  | Danmark | Patrick Banggaard      |
|  | Danmark | Henrik Ipsen           |
|  | Danmark | Anders Thomsen         |
|  | Danmark | Søren Fuglsang         |
|  | Danmark | Henrik Asmussen        |
|  | Danmark | Magnus Nissen          |
|  | Danmark | Marcus Alstrup         |
|  | Danmark | Thomas Gormsen         |
|  | Danmark | Thomas Callesen        |
|  | Danmark | Kenneth Merrild        |
|  | Danmark | Kasper Jensen          |
|  | Danmark | Bo Storm               |
|  | Danmark | Nicolaj Ritter         |
|  | Danmark | Erik Nissen            |
|  | Danmark | Victor Smedsrud        |
|  | Danmark | Anders Egholm          |
|  | Danmark | Simon Poulsen          |
|  | Danmark | Marc Dal Hende         |
|  | Danmark | Nicolaj Madsen         |
|  | Danmark | Casper Olesen          |
|  | Danmark | Jacob "Gaxe" Gregersen |
|  | Danmark | Michael Nonbo          |
|  | Danmark | Johnny Thomsen         |
|  | Danmark | Rasmus Hansen          |
|  | Danmark | Jacob Olesen           |
|  | Danmark | Rasmus Johansen        |
|  | Danmark | Jesper Mortensen       |
|  | Danmark | Michael Christensen    |
|  | Danmark | Jesper Jensen          |
|  | Danmark | Morten Avnskjold       |
|  | Danmark | David Ousted           |
|  | Danmark | Tommy Løvenkrands      |
|  | Danmark | Martin Halle           |
|  | Danmark | Nicolai Wael           |
|  | Danmark | Jesper Kristoffersen   |
|  | Danmark | Simon Elbæk            |
|  | Danmark | Martin Pedersen        |
|  | Danmark | Thomas Rathe           |
|  | Danmark | Danny Amankwaa         |
|  | Danmark | Sune Heilbo            |
|  | Danmark | Morten Rasmussen       |
|  | Danmark | Dennis Danry           |
|  | Danmark | Kim Drejs              |
|  | Danmark | Anders Schmolke        |
|  | Danmark | Dennis Siim            |
|  | Danmark | Jacob "Taz" Sørensen   |
|  | Danmark | Simon Azoulay Pedersen |
|  | Danmark | Henrik Bødker          |
|  | Danmark | Lasse Vibe             |
|  | Danmark | Erik Marxen            |
|  | Danmark | Niels Lodberg          |
|  | Danmark | Christian Stensborg    |
|  | Danmark | Søren Mussmann         |

|  | Danmark         | Søren Andreasen            |
|  | Danmark         | Jonas Dakir                |
|  | Danmark         | Thomas Dabelsteen          |
|  | Danmark         | Søren Frederiksen          |
|  | Danmark         | Marc Pedersen              |
|  | Danmark         | Isak Jensen                |
|  | Danmark         | Lasse R. Haysen            |
|  | Danmark         | Benjamin Schubert          |
|  | Danmark         | Mads Albæk                 |
|  | Danmark         | Mads Hansen                |
|  | Danmark         | Mikkel Ladefoged           |
|  | Danmark         | Christian "Greko" Jakobsen |
|  | Danmark         | Emil Frederiksen           |
|  | Danmark         | Ryan Johnson Laursen       |
|  | Danmark         | Mikkel Hyllegaard          |
|  | Danmark         | Nicholas Marfelt           |
|  | Danmark         | Tommy Bechmann             |
|  | Danmark         | Janus Drachmann            |
|  | Danmark         | Luka Racic                 |
|  | Danmark         | Mads Bro Hansen            |
|  | Danmark         | Morten Beck                |
|  | Danmark         | Henrik Hansen              |
|  | Danmark         | Daniel Jensen              |
|  | Danmark         | Daniel Christensen         |
|  | Danmark         | Anders Nielsen             |
|  | Danmark         | Anders Hostrup             |
|  | Danmark         | Morten Bertolt             |
|  | Danmark         | Hans Jørgen Haysen         |
|  | Danmark         | Henrik Fagerberg           |
|  | Danmark         | Chris Sørensen             |
|  | Danmark         | Nicolaj Agger              |
|  | Danmark         | Mads Hvilsom               |
|  | Danmark         | Marc Olsen                 |
|  | Danmark         | Anders Fønss               |
|  | Danmark         | Peter Lauridsen            |
|  | Danmark         | Mads Jessen                |
|  | Danmark         | Peter Sand                 |
|  | Danmark         | Michael Christensen        |
|  | Danmark         | Kenneth From               |
|  | Danmark         | Jonas Troest               |
|  | Danmark         | Mikael Uhre                |
|  | Danmark         | Niki Zimling               |
|  | Danmark         | Stefan Gartenmann          |
|  | Danmark         | Nicolaj Thomsen            |
|  | Danmark         | Troels Kløve               |
|  | Danmark         | Emil Kornvig               |
|  | Polen           | Tomasz Mazurkiewicz        |
|  | Namibia         | Heinrich Isaacks           |
|  | Belgien         | Gill Swerts                |
|  | Colombia        | John Jairo Mosquera        |
|  | Estland         | Andrei Sidorenkov          |
|  | Elfenbenskysten | Mohamed Niambele Adama     |
|  | Spanien         | Julián Luque Conde         |
|  | Burkina Faso    | Adama Guira                |
|  | Uganda          | Emmanuel Okwi              |
|  | Kroatien        | Marin Skender              |
|  | Finland         | Sakari Mattila             |
|  | England         | Reice Charles-Cook         |
|  | New Zealand     | Marco Rojas                |
|  | Grækenland      | Theofanis Mavrommatis      |
|  | Portugal        | João Pereira               |
|  | Ukraine         | Artem Dovbyk               |
|  | Serbien         | Nikola Mirković            |
|  | Gambia          | Bubacarr Sanneh            |
|  | Ungarn          | Daniel Prosser             |
|  | Mali            | Abdoul Salam Toure         |

Oversigt sidst opdateret: 30. januar 2017.

## Øvrige hold
SønderjyskE har et hold i reserveholdsturneringen. Derudover havde klubben et hold i U/19 ligaen, som følge af det intense talentarbejde der gøres i klubben, og omkring Haderslev idrætsakademi, men måtte i 2014, se sig nedgraderet til U/19 divisionen, hvor U19 holdet i sæsonen 2014/2015, vandt U/19 divisionen, suverænt ovenover de øvrige konkurrenter. Klubben har også et hold i U/17 ligaen under navnet Haderslev FK. En af SønderjyskE's største rugekasse/samarbejdsklubber er SUB Sønderborg.
I 2018 præsenterede SønderjyskE også et E-sport-hold som i dag stadigvæk deltager med et FIFA-hold i eSuperliga. Holdet består af tre spillere og en træner. Holdets hidtil bedste resultat, var en 6. plads i sæson 5, imens holdet for første gang nåede finaleventet i sæson 6.

## Trøjesponsor og hovedsponsor
| Periode   | Trøjesponsor | Hovedsponsor            |
| --------- | ------------ | ----------------------- |
| 2005-2006 | Hummel       | Sydbank                 |
| 2006-2007 | Hummel       | Sydbank                 |
| 2007-2008 | Hummel       | Sydbank                 |
| 2008-2009 | Hummel       | Danfoss                 |
| 2009-2010 | Hummel       | Danfoss                 |
| 2010-2011 | Mitre        | Frøs Herreds Sparekasse |
| 2011-2012 | Mitre        | Frøs Herreds Sparekasse |
| 2012-2013 | Mitre        | Frøs Herreds Sparekasse |
| 2013-2014 | Diadora      | Frøs Herreds Sparekasse |
| 2014-2015 | Diadora      | Frøs Herreds Sparekasse |
| 2015-2016 | Hummel       | Frøs Herreds Sparekasse |
| 2016-2017 | Hummel       | Frøs Herreds Sparekasse |
| 2017-2018 | Hummel       | Danfoss                 |
| 2018-2019 | Hummel       | Danfoss                 |
| 2019-2020 | Hummel       | Danfoss                 |
| 2020-2021 | Hummel       | Danfoss                 |
| 2021-2022 | Hummel       | Danfoss                 |
| 2022-2023 | Hummel       | Danfoss                 |
| 2023-2024 | Hummel       | Davidsen                |
| 2024-2025 | Hummel       | Davidsen                |

## Fankultur
Den officielle fanklub, hedder SønderjyskE Fodbold Support, og blev stiftet allerede i 2004. Fordele ved fanklubben er at medlemmer har fordele i at blive transporteret i bus til udebanekampe, med rabat, samt rabat i klubbens merchandise shop. Antallet af officielle supportere er ukendt.
I 2014, da klubben fik en ny tribune, blev en sektion på den gamle tribune, ligeledes ryddet for sæder og i stedet blev en række bølgebrydere og et capo-tårn sat op, hvilket gør at supporterne nu har deres eget definerede sted under taget, kaldet "Blue Section", hvilket har været et ønske i mange år. Den nye tribune medførte mange nye fans, ligesom at sølvsæsonen også boostede tilstrømningen af supportere i løbet af 2015/16 sæsonen. Da man vandt sølv i Brøndby var der 1014 sønderjyder i udebaneafsnittet. Det er det højeste antal for nogle klubbers fans i Brøndby, udover FCK.
Derudover er klubbens fans blevet kendt for at synge imellem de to tribuner.
Fanklubbens supportere, har før gjort sig bemærket med deres selvironi omkring Sønderjyllands fortid som en del af Tyskland. Man har blandt andet medbragt tyske flag til visse kampe, og lavet bannere med teksten "Deutsche Kvalitet, Dänische Mentalitet" (Tysk kvalitet, dansk mentalitet). Dette har vagt forargelse blandt nogle supportere, hvilket før har delt SønderjyskE fans op i to grupper.

## Tidligere og nuværende trænere
Denne liste indeholder trænere der har trænet klubben både i 1. division og Superligaen. Statistikken starter allerede fra år 1997, hvor klubben først hed Haderslev FK og senere HFK Sønderjylland. På billedet ses tidligere SønderjyskE træner, Michael Hemmningsen.
- 1997-2003: Frank Andersen
- 2004-2005: Søren Kusk
- 2005-2006: Morten Bruun
- 2006-2007: Ole Schwennesen
- 2007-2009: Carsten Broe
- 2009-2010: Frank Andersen
- 2010-2011: Michael Hemmingsen
- 2011-2015: Lars Søndergaard
- 2015-2017: Jakob Michelsen
- 2017-2018: Claus Nørgaard
- 2019-2021 Glen Riddersholm
- 2021 Michael Boris
- 2021-2022 Henrik Hansen
- 2022- Thomas Nørgaard

## Stab
- Sportschef Esben Hansen
- Førsteholdstræner Thomas Nørgaard
- Holdleder Karsten Andersen
- Sundhedsstab Morten Bastholm
- Sundhedsstab Mathias Fredelykke
- Sundhedsstab Michael Hansen
- Sundhedsstab Rasmus Hansen
- Head of Performance Yannick Durand
- Målmandstræner Jens Rinke

## Referenceliste
1. ↑  SønderjyskE vinder Sydbank Pokalen efter dramatisk finale tv3sport.dk 1. juli 2020
2. ↑  "SØNDERJYSKE FODBOLD A/S FÅR SELVSTÆNDIG ADMINISTRATION". 14. oktober 2022. Hentet 2022-11-03.
3. ↑  Haderslev FK historie
4. ↑  "Haderslev i Superligaen, bold.dk". Arkiveret fra originalen 4. marts 2021. Hentet 17. juli 2013.
5. ↑  "Sønderjysk elitesport går sammen, soenderjyske.dk". Arkiveret fra originalen 9. april 2015. Hentet 17. juli 2013.
6. ↑  SønderjyskE følger med Horsens op, bold.dk (Webside ikke længere tilgængelig)
7. ↑  SønderjyskE sender AGF i 1. division, bold.dk
8. ↑  Hvidovre sparker SønderjyskE i SAS-Ligaen, bold.dk
9. ↑  Ligatabel 08/09, bold.dk
10. ↑  SAS Ligaen sæson 09/10, bold.dk
11. ↑  Superligaen sæson 10/11, bold.dk
12. ↑  Superligaen 11/12, bold.dk
13. ↑  AaB sat på plads af SønderjyskE, nordjyske.dk
14. ↑  Foråret 2012, Superligaen, superstats.dk
15. ↑  Superligaens kampprogram for 2012/13, superstats.dk
16. ↑  Efteråret 2012, superstats.dk
17. ↑  Sønderjyskes hattrick-helt: Det er rørende, DR Sporten
18. ↑  "Rødt kort og drama da SønderjyskE slog Esbjerg 3-1, onside.dk". Arkiveret fra originalen 11. april 2013. Hentet 17. juli 2013.
19. ↑  Stillingen, forår 2013, superstats.dk
20. ↑  Sønderjyske- Horsens: 4-2 : Se målfest og rødt kort, onside.dk
21. ↑  Sønderjyske og de brændte straffespark, superstats.dk
22. ↑  Viborg og Esbjerg taberdømmes | bold.dk
23. ↑  Sønderjyske slipper med bøde efter brøler - TV 2
24. ↑  Sydbank Park - SønderjyskE
25. ↑  "Sydbank Park, soenderjyske.dk". Arkiveret fra originalen 16. juli 2011. Hentet 17. juli 2013.
26. ↑  Alltime liste SønderjyskE, superstats.dk
27. ↑  Alltime liste over SønderjyskE spillere, superstats.dk
28. ↑  "SønderjyskE alligevel A-licens klub, dbu.dk". Arkiveret fra originalen 5. december 2013. Hentet 17. juli 2013.
29. ↑  "Det Sønderjyske fodboldsamarbejde, sub-sonderborg.dk". Arkiveret fra originalen 17. december 2013. Hentet 17. juli 2013.
30. ↑  "SønderjyskE fodbold support". Arkiveret fra originalen 9. juli 2013. Hentet 17. juli 2013.
31. ↑  Morten K. Espersen på Twitter - 1014 #sønderjyske -fans besøger #brøndby

## Ekstern kilde/henvisning
- SønderjyskE's officielle hjemmeside
- SønderjyskE stats
- SønderjyskE fodbold support Arkiveret 9. juli 2013 hos  Wayback Machine
- SønderjyskE Fodbold - Facebook
- SønderjyskE Fodbold - Twitter